# Transport w Lesotho
Transport w Lesotho – jako państwo śródlądowe, Lesotho nie posiada portów morskich. Istnieją tu jednak drogi, lotniska i ograniczona infrastruktura kolejowa.

## Transport drogowy
Przed uzyskaniem przez Lesotho niepodległości w 1966, jedyną utwardzoną drogą była Kingsway w Maseru, stolicy kraju, łącząca port lotniczy Maseru-Mejametalana z Pałacem Królewskim. Od wczesnych lat 1970' infrastruktura drogowa została znacznie rozbudowana. W 1999 Lesotho posiadało już sieć dróg o łącznej długości 5940 km, z których 1087 było utwardzone. Największa waga przywiązywana była do dróg łączących stolice dystryktów, jednakże te w środkowym Lesotho również zostały ulepszone w ramach Lesotho Highlands Water Project.

## Transport kolejowy
Jedyną linią kolejową w Lesotho jest linia boczna Maseru, która łączy stołeczne Maseru z linią Bloemfontein–Bethlehem w sieci kolejowej RPA. Ostatnie, leżące na terenie Lesotho, 1,6 km tej linii zostało otwarte 18 grudnia 1905. Odcinek ten prowadzi z granicznego mostu na rzece Mohokare, przez dzielnicę przemysłową do dworca w centrum stolicy, będącego jedyną stacją kolejową w tym kraju.
Od 2008 trwają rozmowy w sprawie wybudowania nowej linii łączącej Lesotho z Durbanem i Port Elizabeth.

## Transport powietrzny
W Lesotho znajduje się w sumie 28 lotnisk, z których 3 posiadają utwardzone pasy startowe. Jedynym międzynarodowym portem lotniczym jest port lotniczy Maseru, znajdujący się na południowy wschód od stolicy. Jest jedynym w kraju, którego pas startowy ma ponad 1523 m długości- ma on 3200 m.
Spośród innych lotnisk, jedno ma utwardzony pas startowy o długości między 914 a 1523 m oraz jedno utwardzony pas o długości poniżej 914 m. Cztery posiadają nieutwardzone pasy startowe o długości między 914 a 1523 m. Pozostałe mają pasy nieutwardzone o długości poniżej 914 m.

## Transport wodny
Lesotho jest państwem śródlądowym, w związku z czym jest całkowicie zależne od RPA w zakresie transportu morskiego. Najbliższym punktem przeładunkowym dla kraju jest port morski w Durbanie.